# Arugisa rubiginosa
Arugisa rubiginosa là một loài bướm đêm trong họ Erebidae.